# Neca (portugalski piłkarz)
Neca, właśc. João Alexandre Duarte F. Fernandes (ur. 31 grudnia 1979 w Lizbonie) – portugalski piłkarz grający na pozycji pomocnika. Od 2012 roku jest piłkarzem klubu Konyaspor.

## Kariera klubowa
Swoją karierę piłkarską Neca rozpoczął w klubie CF Os Belenenses. W 1997 roku awansował do kadry pierwszej drużyny. 31 stycznia 1998 zaliczył debiut w pierwszej lidze portugalskiej w wygranym 1:0 domowym meczu z FC Porto. W sezonie 1998/1999 grał z Belenenses w drugiej lidze. W Belenenses występował do końca sezonu 2004/2005.
W 2005 roku Neca przeszedł do Vitórii Guimarães. Zadebiutował w niej 21 sierpnia 2005 w przegranym 0:2 domowym meczu z Naval 1º Maio. Na koniec sezonu 2005/2006 spadł z Vitórią do drugiej ligi.
W 2006 roku Neca odszedł z Vitórii do CS Marítimo. W Marítimo swój debiut zanotował 17 września 2006 w zremisowanym 0:0 domowym meczu z CD Aves. W Marítimo grał przez pół roku.
Na początku 2007 roku Neca został wypożyczony z Marítimo do tureckiego Konyasporu. Grał w nim przez rok. W 2008 roku odszedł do BB Ankarasporu. Jego zawodnikiem był do końca 2009 roku.
W 2010 roku Nélson został zawodnikiem Vitórii Setúbal. 16 stycznia 2010 zaliczył w niej debiut w meczu z Vitórią Guimarães (2:2). W Vitórii grał do lata 2012.
W 2012 roku Neca ponownie został piłkarzem Konyasporu.
| Sezon   | Klub             | Kraj       | Rozgrywki     | Mecze | Bramki |
| ------- | ---------------- | ---------- | ------------- | ----- | ------ |
| 1997/98 | CF Os Belenenses | Portugalia | Primeira Liga | 7     | 0      |
| 1998/99 | CF Os Belenenses | Portugalia | Segunda Liga  | 15    | 1      |
| 1999/00 | CF Os Belenenses | Portugalia | Primeira Liga | 9     | 0      |
| 2000/01 | CF Os Belenenses | Portugalia | Primeira Liga | 15    | 2      |
| 2001/02 | CF Os Belenenses | Portugalia | Primeira Liga | 25    | 8      |
| 2002/03 | CF Os Belenenses | Portugalia | Primeira Liga | 31    | 3      |
| 2003/04 | CF Os Belenenses | Portugalia | Primeira Liga | 14    | 2      |
| 2004/05 | CF Os Belenenses | Portugalia | Primeira Liga | 27    | 1      |
| 2005/06 | Vitória SC       | Portugalia | Primeira Liga | 29    | 1      |
| 2006/07 | CS Marítimo      | Portugalia | Primeira Liga | 10    | 0      |
| 2006/07 | Konyaspor        | Turcja     | Süper Lig     | 14    | 5      |
| 2007/08 | Konyaspor        | Turcja     | Süper Lig     | 17    | 3      |
| 2007/08 | BB Ankaraspor    | Turcja     | Süper Lig     | 10    | 0      |
| 2008/09 | BB Ankaraspor    | Turcja     | Süper Lig     | 27    | 6      |
| 2009/10 | BB Ankaraspor    | Turcja     | Süper Lig     | 4     | 0      |
| 2009/10 | Vitória Setúbal  | Portugalia | Primeira Liga | 11    | 2      |
| 2010/11 | Vitória Setúbal  | Portugalia | Primeira Liga | 25    | 5      |
| 2011/12 | Vitória Setúbal  | Portugalia | Primeira Liga | 23    | 3      |
| 2012/13 | Konyaspor        | Turcja     | 1. Lig        |       |        |

## Kariera reprezentacyjna
W reprezentacji Portugalii Neca zadebiutował 12 października 2002 roku w zremisowanym 1:1 towarzyskim meczu z Tunezją, rozegranym w Lizbonie. W kadrze narodowej rozegrał łącznie 2 mecze.
| Mecze i gole w reprezentacji | Mecze i gole w reprezentacji | Mecze i gole w reprezentacji | Mecze i gole w reprezentacji | Mecze i gole w reprezentacji | Mecze i gole w reprezentacji | Mecze i gole w reprezentacji |
| #                            | Data                         | Stadion                      | Rywal                        | Wynik                        | Gol                          | Rozgrywki                    |
| 2002                         | 2002                         | 2002                         | 2002                         | 2002                         | 2002                         | 2002                         |
| ---------------------------- | ---------------------------- | ---------------------------- | ---------------------------- | ---------------------------- | ---------------------------- | ---------------------------- |
| 1.                           | 12.10.2002                   | Lizbona, Portugalia          | Tunezja                      | 1:1                          | 0                            | towarzyski                   |
| 2.                           | 20.11.2002                   | Braga, Portugalia            | Szkocja                      | 2:0                          | 0                            | towarzyski                   |